# Scytalichthys miurus
Scytalichthys miurus är en fiskart som först beskrevs av Jordan och Gilbert 1882.  Scytalichthys miurus ingår i släktet Scytalichthys och familjen Ophichthidae. IUCN kategoriserar arten globalt som livskraftig. Inga underarter finns listade i Catalogue of Life.